# Шаквакское соглашение
Шаквакское соглашение (англ. Shakwak Agreement), также известное как Шаквакский проект (англ. Shakwak Project) — соглашение о финансировании строительства шоссе между США и Канадой, подписанное в 1977 году. Оно определяет ответственность за 523 километра дороги — от трассы Хейнс до Аляскинской трассы. Соглашение было достигнуто вследствие давних требований жителей Аляски об улучшении дорог, соединяющих панхандл с остальной частью штата Аляска. Согласно соглашению, Соединённые Штаты утверждают средства, которые используются канадскими подрядчиками для восстановления шоссе. По оценкам экспертов, граждане США составляют 85 % трафика трасс.

## История
США построили Аляскинскую трассу после бомбардировки Перл-Харбора как стратегическое связующее звено между Аляской и основной частью страны. Канада взяла на себя обслуживание участков, проходящих через их территорию после Второй мировой войны.
В конце 1970-х годов дорога нуждалась в ремонте. Соединённые Штаты согласились заплатить за модернизацию.
Аура Ландау из Департамента транспорта Аляски описала это соглашение так:

Шаквакское соглашение 1977 года обязывало Соединённые Штаты реконструировать шоссе, а Канаду — поддерживать его. Таким образом, большая часть обязательств США выполнена.Оригинальный текст (англ.)The 1977 Shakwak Agreement obligated the United States to reconstruct the highway and for Canada to maintain it. So most of the United States obligations are completed.

В течение большей части последних 20 лет финансирование осуществлялось правительством Юкона, поскольку оно сдавало в аренду участки автомагистралей. Реконструкция дороги Хейнс была фактически завершена в начале 1980-х годов, затем финансирование прекратилось на несколько лет. Работы с начала 1990-х годов велись на шоссе Аляски и спустя более 10 лет были прекращены.
В конце сентября 2007 года мост через реку Донжек был завершён и открыт для движения. Вскоре был завершён мост через Уайт-Ривер.
В 2016—2017 годах на участок дороги Шаквак было потрачено 10,8 миллиона долларов, в 2017—2018 годах — 6,3 миллиона долларов, в 2018—2019 годах — 2,3 миллиона долларов. В 2019—2020 годах финансирование этой дороги было прекращено.
В период с 1977 по 2009 год США внесли в это соглашение 361,4 млн долларов (далее — более 400 млн долларов).
Считается, что США не полностью завершили модернизацию. Между Бивер-Криком на Юконе и границей с Аляской есть около 100 миль, которые являются проблематичными.